# Hoplismenus birmanicus
Hoplismenus birmanicus är en stekelart som beskrevs av Heinrich 1975. Hoplismenus birmanicus ingår i släktet Hoplismenus och familjen brokparasitsteklar. Inga underarter finns listade i Catalogue of Life.